# For LP Fans Only
For LP Fans Only es el séptimo álbum de estudio del músico y cantante estadounidense Elvis Presley, publicado por la compañía discográfica RCA Victor en febrero de 1959. El álbum recoge una selección de canciones grabadas en agosto de 1956 en los 20th Century Fox Stage One y en septiembre del mismo año en el Radio Recorders de Hollywood, así como los días 10 y 11 de enero en los RCA Studios de Nashville y otras sesiones en Sun Studio. El álbum alcanzó el puesto diecinueve en la lista estadounidense Billboard 200.

## Contenido
Después de la entrada de Presley en la Armada de los Estados Unidos en marzo de 1958, RCA y su representante, Tom Parker, se enfrentaron a la perspectiva de mantener el nombre de Elvis al público durante dos años sin posibilidad de actuaciones en directo o rodaje de películas, por lo que planearon una sesión de grabación durante dos días en junio, que produjo suficiente material para cinco sencillos. Cuatro de las canciones fueron publicados en 45 RPM en 1958 y 1959 durante su ausencia haciendo el servicio militar.
Sin embargo, Presley obtuvo buenos resultados en el mercado musical. Cada uno de sus seis anteriores discos no se alzó más del número tres en las listas, y RCA deseaba continuar promoviendo la venta de sus discos. Gran parte del material de Presley no había sido publicado previamente en disco, por lo que RCA recogió nueve canciones previamente disponibles únicamente en sencillos, así como la canción "Poor Boy" del EP Love Me Tender. Cuatro de las canciones restantes fueron publicadas previamente en Sun Records.
For LP Fans Only supuso el debut del éxito "That's All Right Mama" en un disco del músico en el Reino Unido. Previamente no había sido publicado en el país como sencillo. En 1989, For LP Fans Only fue reeditado en disco compacto en Alemania con tres temas extra.

## Lista de canciones
| Cara A |                     |                                 |          |  |
| N.º    | Título              | Escritor(es)                    | Duración |  |
| 1.     | «That's All Right»  | Arthur Crudup                   | 1:55     |  |
| 2.     | «Lawdy Miss Clawdy» | Lloyd Price                     | 2:08     |  |
| 3.     | «Mystery Train»     | Herman Parker Jr., Sam Phillips | 2:24     |  |
| 4.     | «Playing for Keeps» | Stan Kesler                     | 2:50     |  |
| 5.     | «Poor Boy»          | Vera Matson, Elvis Presley      | 2:13     |  |

| Cara B |                                      |                                                            |          |  |
| N.º    | Título                               | Escritor(es)                                               | Duración |  |
| 1.     | «My Baby Left Me»                    | Arthur Crudup                                              | 2:12     |  |
| 2.     | «I Was The One»                      | Aaron Schroeder, Claude Demetrius, Hal Blair, Bill Peppers | 2:34     |  |
| 3.     | «Shake, Rattle & Roll»               | Charles Calhoun                                            | 2:37     |  |
| 4.     | «I'm Left, You're Right, She's Gone» | Stan Kesler and William E. Taylor                          | 2:36     |  |
| 5.     | «You're a Heartbreaker»              | Jack Sallee                                                | 2:12     |  |

```

```

| Reedición de 1987 |                                      |                                                            |          |  |
| N.º               | Título                               | Escritor(es)                                               | Duración |  |
| 1.                | «That's All Right»                   | Arthur Crudup                                              | 1:55     |  |
| 2.                | «Lawdy Miss Clawdy»                  | Lloyd Price                                                | 2:08     |  |
| 3.                | «Mystery Train»                      | Junior Parker, Sam Phillips                                | 2:24     |  |
| 4.                | «Playing for Keeps»                  | Stan Kesler                                                | 2:50     |  |
| 5.                | «Poor Boy»                           | Vera Matson and Elvis Presley                              | 2:13     |  |
| 6.                | «Money Honey»                        | Jesse Stone                                                | 2:36     |  |
| 7.                | «I'm Counting on You»                | Don Robertson                                              | 2:24     |  |
| 8.                | «My Baby Left Me»                    | Arthur Crudup                                              | 2:12     |  |
| 9.                | «I Was The One»                      | Aaron Schroeder, Claude DeMetrius, Hal Blair, Bill Peppers | 2:34     |  |
| 10.               | «Shake, Rattle & Roll»               | Charles Calhoun                                            | 2:37     |  |
| 11.               | «I'm Left, You're Right, She's Gone» | Stan Kesler and William E. Taylor                          | 2:36     |  |
| 12.               | «You're a Heartbreaker»              | Jack Sallee                                                | 2:12     |  |
| 13.               | «Trying to Get to You»               | Rose Marie McCoy, Margie Singleton                         | 2:33     |  |
| 14.               | «Blue Suede Shoes»                   | Carl Perkins                                               | 1:58     |  |

## Personal
- Elvis Presley: voz y guitarra
- Scotty Moore: guitarra
- Chet Atkins: guitarra
- Floyd Cramer: piano
- Shorty Long: piano
- Gordon Stoker: piano y coros
- Bill Black: contrabajo
- D.J. Fontana: batería
- Jimmie Lott: batería
- Johnny Bernero: batería
- The Jordanaires: coros
- Ben Speer: coros
- Brock Speer: coros